# Krumlovský rybník

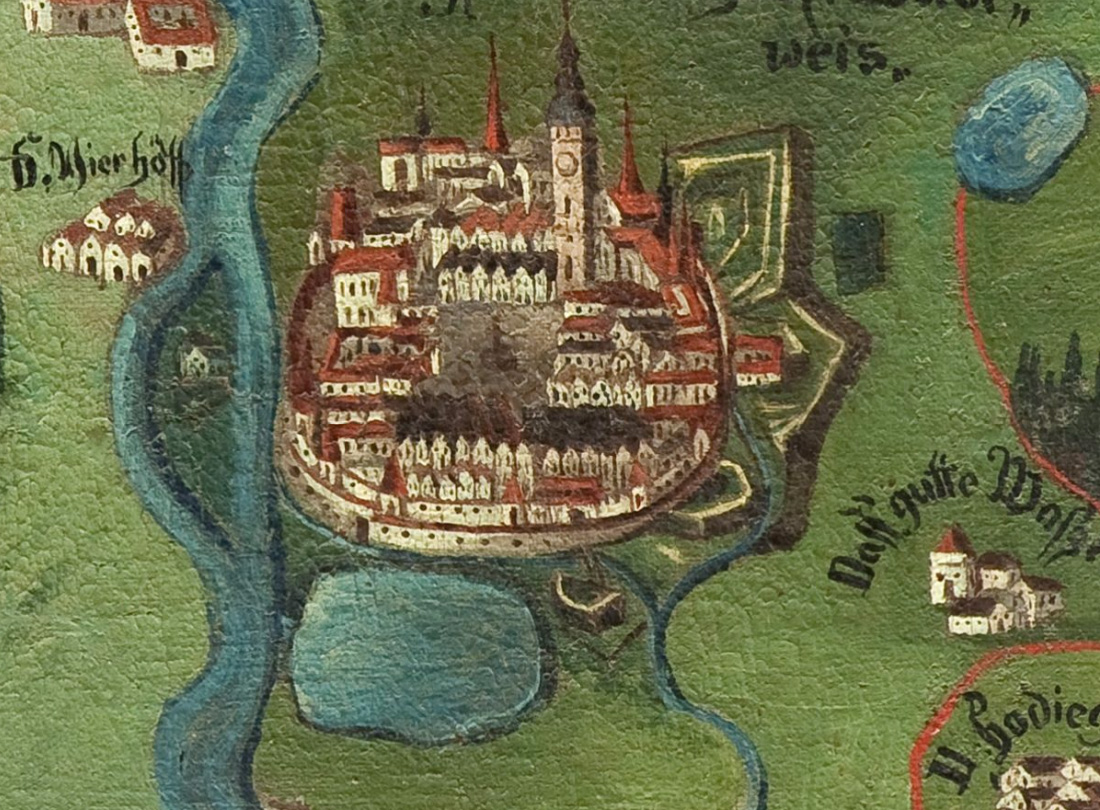
Krumlovský rybník u Českých Budějovic na mapě schwarzenberských panství z roku 1711

Krumlovský rybník (dříve Rožnovský rybník, německy Strodenizer Teich, Krumauer Teich, Strotenitzer Teich) se rozkládal jihozápadně od historického centra Českých Budějovic mezi rameny řek Vltavy a Malše. Existoval zhruba tři století, fungoval přinejmenším mezi lety 1514 a 1802.

## Existence

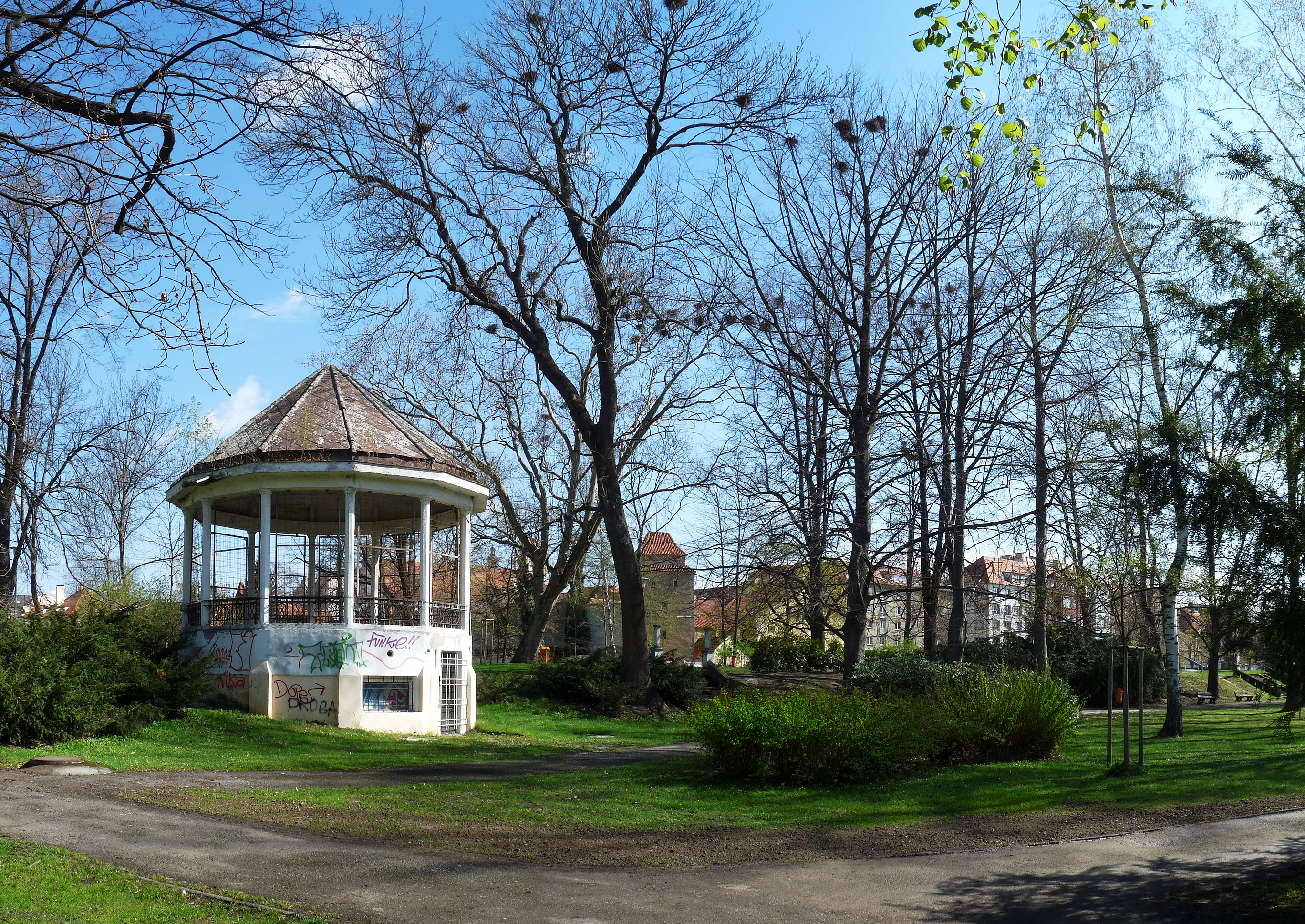
Park Háječek s pavilonem v místě někdejšího Krumlovského rybníka

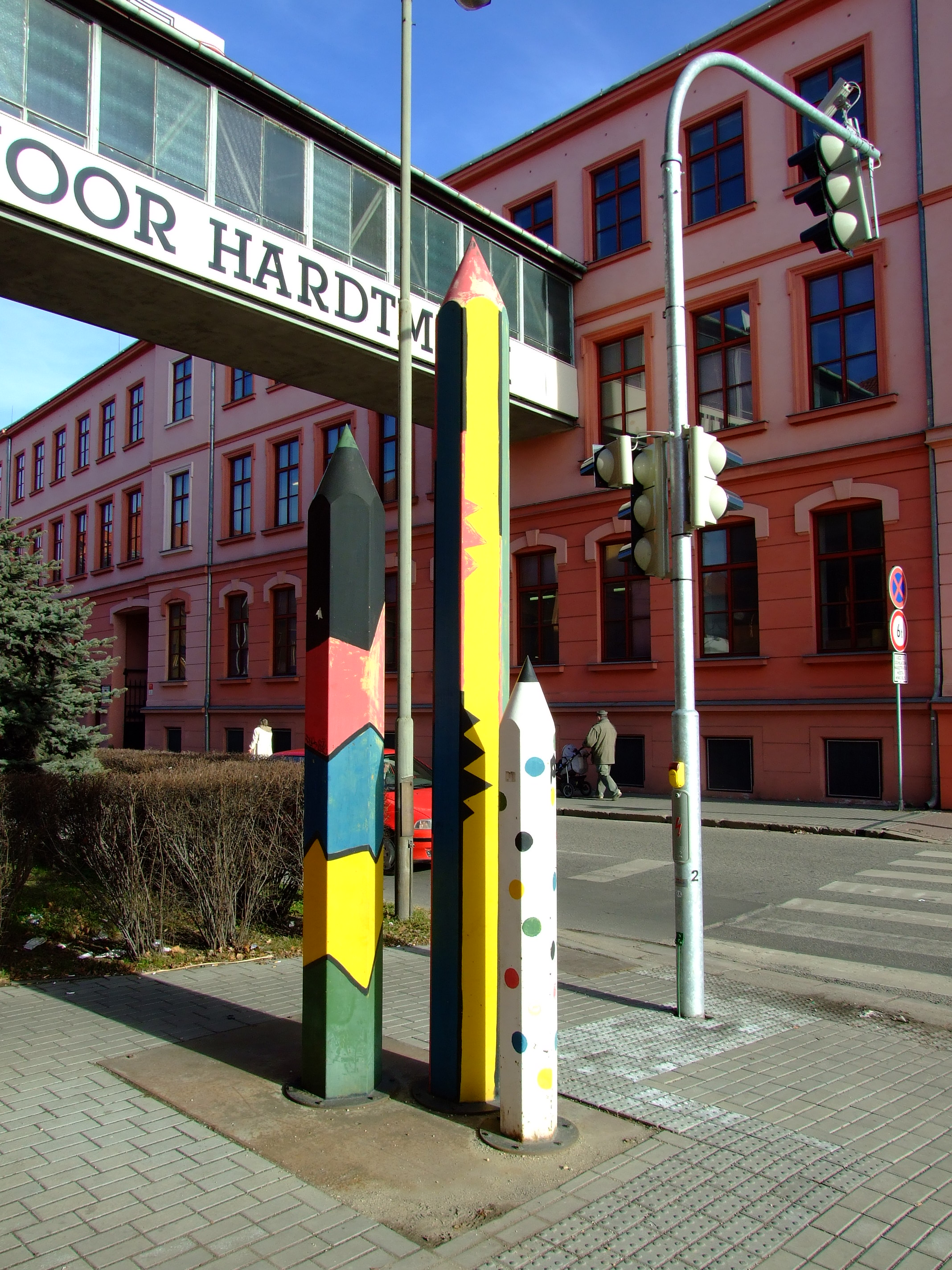
Gerstnerova ulice a Hardtmuthova továrna v místě jižního okraje bývalého Krumlovského rybníka

Krumlovský rybník existoval již v roce 1514, založen byl kvůli ochraně města před povodněmi. Vzniknout však musel dříve, neboť již v roce 1505 je zmíněno protržení jeho hráze v důsledku povodně. Povolení ke zřizování rybníků dostalo město již v roce 1457 od Jiřího z Poděbrad (jako první byl ale vybudován Černiš v rámci současné soustavy Vrbenských rybníků). Rozkládal se na soutoku Vltavy a Malše v prostorách současného parku Háječek, zimního stadionu, areálu Koh-i-noor Hardtmuth, justičního paláce a Hardtmuthovy vily.

## Zánik
Svůj účel plnil do roku 1802, kdy započalo jeho postupné vysušení. Východní část rybníka byla od poloviny 19. století postupně vysoušena a zastavována, západní byla ještě koncem téhož století neupravena a dočasně fungovala jako smetiště. Osou bývalého rybníka po 417 metrů dlouhém mostě vedla dráha koněspřežky, jejíž polohu v současnosti kopíruje ulice F. A. Gerstnera (dříve nazývaná Gerstnerova).

## Využití oblasti
V průběhu 19. století vznikla řada návrhů, jak vzniklý prostor využít. Mezi nimi i výstavba nového náměstí, kostela a ulic. Postupným zastavěním východní části zůstala nevyužitá jen severozápadní partie, která byla revitalizována až v roce 1925 díky Komisi pro úpravu háječku. Tím započala systematická parková úprava, která dala vzniknout hudebnímu pavilonu a dále centrální kašně se sousoším kozla a čtyř dětí, poblíž ní byla vystavěna Kopeckého chata využívaná pro loutkové divadlo a dále malá ZOO s akváriem, papoušky, opičkami a veverkami. V hudebním pavilonu byly pořádány koncerty, přízemí sloužilo jako dětský mléčný bar a později kavárna. Děti mohly svahů bývalé hráze využívat k sáňkování. Bývalé hráze byly osázeny stromy, čímž vznikly tzv. Krumlovské aleje.

## Současná podoba

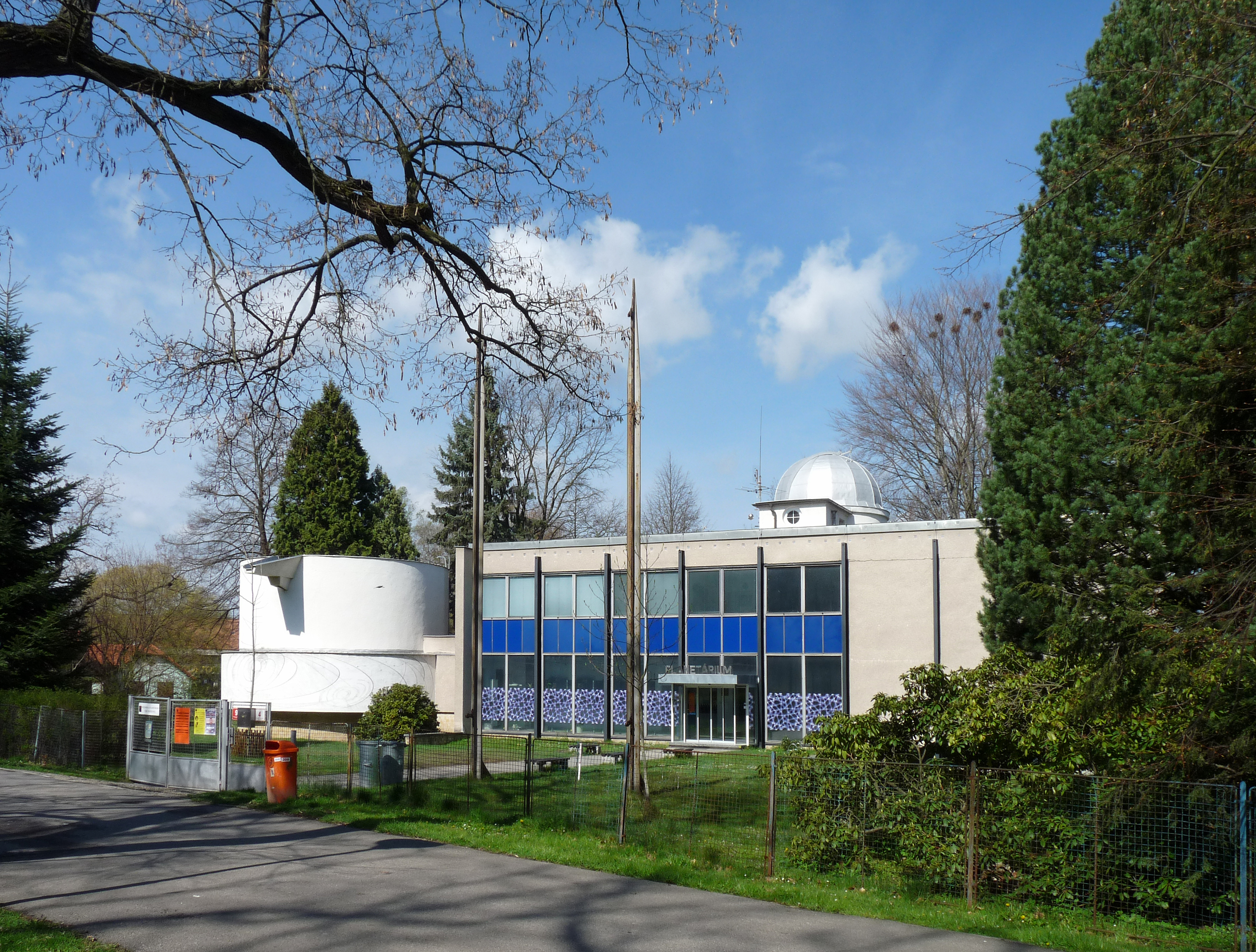
Hvězdárna později doplněná o planetárium vznikla v místě původně zvaném Na Cípu

Ve 30. letech 20. století došlo k výstavbě hvězdárny. Ve 2. polovině 20. století nahradilo centrální část Letní kino Háječek a budova současné mateřské školy. Pozůstatky hráze Krumlovského rybníka jsou dosud patrné.